# Борован
Борова́н (болг. Борован) — село у Врачанській області Болгарії. Адміністративний центр громади Борован.

## Населення
За даними перепису населення 2011 року у селі проживали 2262 особи.
Національний склад населення села:
| Національність   | Кількість осіб | Відсоток |
| ---------------- | -------------- | -------- |
| болгари          | 1518           | 85,7%    |
| цигани           | 237            | 13,4%    |
| не визначились   | 12             | 0,7%     |
| Всього відповіли | 1771           |          |

Розподіл населення за віком у 2011 році:
Динаміка населення: